# Bassa Fedeltà (rivista)
Bassa Fedeltà fu una rivista musicale nata nella seconda metà degli anni '90 come inserto di Rumore e divenuta una rivista vera e propria nel 1997. La rivista fu determinante nel rilancio e nella riscoperta di generi di musica indipendente dall'attitudine lo-fi e rock and roll come il garage rock-revival, lo Psychobilly, il neo-punk rock, il garage punk o il power pop, noise rock.

## Storia
Bassa Fedeltà nacque nel 1996 come inserto della rivista Rumore nell'aprile del 1996, per poi divenire una rubrica fissa dal giugno dello stesso anno. La rubrica era tenuta dall'editore e giornalista musicale Claudio Sorge assieme a Luca Frazzi ed aveva l'intento di trattare vecchi stili musicali di derivazione rock and roll e punk rock considerati ormai desueti in un momento in cui l'industria musicale e soprattutto le major erano alla continua ricerca del "nuovo a tutti i costi". La rubrica ottenne così un certo successo, ed i due decisero di farne una vera e propria rivista. Bassa fedeltà entrò nelle edicole nel maggio del 1997 con il sottotitolo "lo-fi Punk rock magazine", era composta da 66 pagine in bianco e nero che riprendevano lo stile delle vecchie fanzine e dedicava la copertina alla band The Chrome Cranks del batterista Bob Bert, (ex Sonic Youth ed ex Pussy Galore) con approfondimenti su Radio Birdman, Johnny Ramone, The Damned, The Delta 72.